# لونيس آيت منقلات
لونيس آيت منقلات، شاعر ومطرب ومغني جزائري قبائلي، اسمه الحقيقي هو عبد النبي آيت منقلات، ولد في 17 يناير 1950 بقرية إيغيل بوماس بأعالي جبال جرجرة في بلدية إبودرارن التابعة لولاية تيزي وزو شمال الجزائر.
يعد لونيس آيت منقلات من أحد أشهر مغنيي الموسيقى القبائلية الأمازيغية المعاصرة، تتميز أشعاره وأغانيه بالطابع الفلسفي وتكون أحيانا مرمزة وتتميز بإلغاز معانيها كما تطرح أيضا الإصلاح الاجتماعي والإصلاح السياسي بالإضافة إلى الحكم والمواعظ والدفاع عن الهوية [بحاجة لمصدر]، وتارة أخرى تكون ذات طابع عاطفي راقي، وعلى العموم تتميز موسيقى آيت منغلات وأشعاره بالطابع الإنساني وتعكس ثقافة راقية، وكل هذا يستقيه آيت منقلات من عمق الثقافة القبائلية الأمازيغية الجزائرية الغنية والثرية والحافلة بالعطاء.

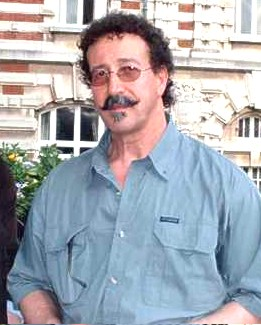
آيت منقلات سنة 2003.
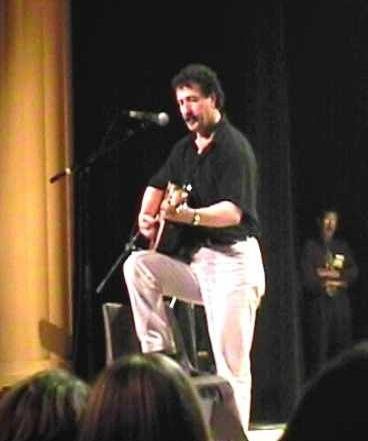
آيت منقلات في إحدى الحفلات.

## روابط خارجية
- لونيس آيت منقلات على موقع ميوزك برينز (الإنجليزية)
- لونيس آيت منقلات على موقع ديسكوغز (الإنجليزية)